# Hattmossa
Hattmossa (Hymenostylium recurvirostre) är en bladmossart som beskrevs av Hugh Neville Dixon 1933 [1934. I den svenska databasen Dyntaxa används istället namnet Hymenostylium recurvirostrum. Hattmossa ingår i släktet Hymenostylium och familjen Pottiaceae. Arten är reproducerande i Sverige. Inga underarter finns listade i Catalogue of Life.